# Rattenstaart (gereedschap)

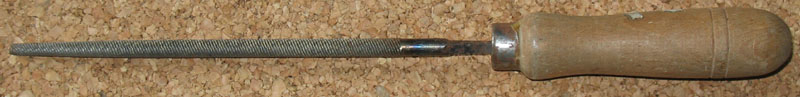
Rattenstaart

Een rattenstaart is een ronde vijl, die zowel gaten in hout als metaal kan verruimen. Voor wat het werken in hout betreft is het een grove vijl, en voor metaal een fijne vijl.